# Хајмо јово наново
Хајмо јово на ново је дванаести студијски албум певачице Снеки Бабић, издат 2001. године за Голд мјузик. Овај албум представља драстичну промену у звуку музике ове певачице, јер највише прелази у жанр турбо фолка. Док су претходни албуми углавном имали доста хармонике у песмама и наслањали се на изворну народну музику, чак и кад су песме биле поп или поп-фолк, многе песме на овом албуму имају оријентални призвук. На албуму се налазе и две старе песме То што ме не волиш и Ја нисам прва ни последња, док је песма Што да не обрада песме Ojos asi колумбијске певачице Шакире.

## Списак песама
| №   | Назив                     | Текст             | Музика                     | Трајање |  |
| 1.  | Хајмо јово на ново        | Влада и Чарли 013 | Влада и Чарли 013          |         |  |
| 2.  | Старија и лукавија        | Влада и Чарли 013 | Влада и Чарли 013          |         |  |
| 3.  | Ако, ако                  | Влада и Чарли 013 | Влада и Чарли 013          |         |  |
| 4.  | Што да не                 | Влада и Чарли 013 | Шакира                     |         |  |
| 5.  | Разбиј чашу               | Влада и Чарли 013 | Влада и Чарли 013          |         |  |
| 6.  | Јужњачка утеха            | Влада и Чарли 013 | Влада и Чарли 013          |         |  |
| 7.  | Бога си попио             | Влада и Чарли 013 | Влада и Чарли 013          |         |  |
| 8.  | Дођи па ме проси          | Влада и Чарли 013 | Влада и Чарли 013          |         |  |
| 9.  | Дошла је на готово        | Снежана Малданер  | Душан Симовић (композитор) |         |  |
| 10. | Љубави моја туго          | Љубиша Митровић   | Љубиша Митровић            |         |  |
| 11. | Сватовка                  | Будимир Јовановић | Добривоје Иванковић        |         |  |
| 12. | То што ме не волиш        | Марина Туцаковић  | Александар Фута Радуловић  |         |  |
| 13. | Ти и он ко брата два      | Дрим тим          | Дрим тим                   |         |  |
| 14. | Ја нисам прва ни последња | Марина Туцаковић  | Александар Фута Радуловић  |         |  |
| 15. | Ti saluto Italia          | Иво Лесић         | Милутин Поповић Захар      |         |  |